# Marina fatimide
La marina fatimide fu una delle marine islamiche medievali più sviluppate, nonché una delle maggiori potenze militari navali nel Mediterraneo centrale e orientale nel corso dei secoli X-XII.
Come la stessa dinastia fatimide, la sua storia può essere suddivisa in due fasi: il primo periodo, dal 909 circa al 969, in cui i Fatimidi avevano sede in Ifriqiya (odierna Tunisia), e il secondo, che durò fino alla fine della dinastia nel 1171, in cui i Fatimidi avevano sede in Egitto. Nel corso del primo periodo, la marina fu impiegata principalmente nelle frequenti operazioni militari contro i Bizantini in Sicilia e Italia meridionale, dove i Fatimidi conseguirono alterni successi, nonché nei tentativi inizialmente fallimentari di sottrarre l'Egitto agli Abbasidi e i fugaci scontri con il Califfato di Cordova retto dagli Umayyadi.
Nei primi decenni successivi alla definitiva conquista fatimide dell'Egitto nel 969, la principale minaccia navale continuò a essere costituita dai Bizantini, ma le guerre venivano condotte prevalentemente via terra per il controllo della Siria, e le operazioni navali erano limitate al mantenimento del controllo fatimide sulle città costiere del Levante. I conflitti con i Bizantini cessarono dopo il 1000 con una serie di tregue, e la marina acquisì maggiore importanza con l'arrivo dei Crociati nella Terra santa alla fine dell'XI secolo.
Malgrado fosse ben equipaggiata, e si trattasse di una delle poche marine in attività all'epoca, una combinazione di fattori tecnologici e geografici impedirono alla marina fatimide di assicurarsi il controllo dei mari o di interrompere le linee di comunicazione marittime tra i Crociati e l'Europa Occidentale. I Fatimidi conservarono una marina consistente fin quasi alla fine della dinastia, ma gran parte della flotta andò in fiamme insieme al suo grande arsenale nel corso della distruzione di Fustat nel 1169.

## Antefatti

### Il Mediterraneo a inizio X secolo

Mappa dei conflitti navali tra Arabi e Bizantini nel Mediterraneo tra il VII e l'XI secolo

A partire dalla metà del VII secolo, il Mediterraneo era diventato terreno di scontro tra le marine islamiche e quella bizantina. Qualche tempo dopo la conquista del Levante e dell'Egitto, il nascente Califfato costituì una propria flotta, e nella Battaglia di Phoenix del 655 pose fine alla supremazia navale bizantina, dando avvio a una secolare serie di conflitti per il controllo del Mediterraneo. Ciò consentì al Califfato omayyade di sferrare per mare un tentativo di espugnare Costantinopoli nel 674–678, seguito da una ulteriore imponente spedizione per terra e per mare nel 717–718, che si rivelò parimenti fallimentare. Nello stesso periodo, verso la fine del VII secolo gli Arabi avevano conquistato il Nordafrica bizantino (noto in arabo come Ifriqiya) e, intorno al 700, fu fondata Tunisi, che divenne ben presto una delle più importanti basi navali islamiche. Ciò non solo espose le isole bizantine di Sicilia e Sardegna e le coste del Mediterraneo occidentale a frequenti incursioni islamiche, ma permise ai Musulmani di invadere e conquistare gran parte della Spagna visigota a partire dal 711.
Ai fallimentari assedi di Costantinopoli seguì un periodo di supremazia bizantina sui mari e di scomparsa virtuale delle marine musulmane, che durò fino alla ripresa dei saccheggi arabi via mare verso la fine dell'VIII secolo, condotti sia dalle flotte abbasidi in Oriente sia dalla nuova dinastia aghlabide in Ifriqiya. Successivamente, negli anni venti del IX secolo, ebbero luogo due eventi che alterarono il preesistente equilibrio di potere in favore dei musulmani. Il primo fu la conquista di Creta da parte di una banda di esiliati andalusiani nell'824/827 e la fondazione ivi di un emirato di pirati, che respinse ripetutamente i tentativi bizantini di riconquistare l'isola. Ciò rese vulnerabile il Mar Egeo alle incursioni musulmane e costrinse i Bizantini sulla difensiva. Malgrado alcuni successi bizantini come il Sacco di Damietta dell'853, l'inizio del X secolo vide le incursioni a fini di saccheggio delle marine islamiche raggiungere l'apice, con eventi come il Sacco di Tessalonica del 904, da parte principalmente delle flotte di Tarso, le città costiere della Siria, e l'Egitto. Il secondo evento fu costituito dall'inizio della graduale conquista della Sicilia da parte degli Aghlabidi nell'827. Allo sbarco musulmano in Sicilia fecero presto seguito le prime incursioni islamiche nella penisola italiana e nel Mar Adriatico. Nel 902 gli Aghlabidi completarono di fatto la conquista della Sicilia, ma i loro tentativi di espandersi nella penisola italiana erano falliti. Allo stesso modo i Bizantini, pur non essendo riusciti ad arrestare la conquista islamica della Sicilia, riuscirono a riconquistare gran parte dell'Italia meridionale.

### La dinastia fatimide
La dinastia fatimide rivendicava una presunta discendenza da Fatima, figlia del profeta Maometto e moglie di Ali, attraverso Isma'il, figlio dell'ultimo accettato comunemente Imam sciita, Ja'far al-Sadiq. Questa rivendicazione era spesso messa in dubbio finanche dai coevi, soprattutto i Sunniti. La riservatezza della famiglia nel periodo antecedente all'890 circa e le differenti genealogie successivamente pubblicate dalla stessa dinastia rendono ancora più difficile agli studiosi moderni il compito di ricostruire le origini esatte della dinastia. Qualunque fossero state le loro vere origini, i Fatimidi erano a capo della setta ismailita del Sciismo, e si posero a capo di un movimento che, a dire dello storico Marius Canard, "era allo stesso tempo politico e religioso, filosofico e sociale, e i cui aderenti attendevano la comparsa di un Mahdi discendente dal Profeta attraverso Ali e Fatima". Essi di conseguenza consideravano il sunnita Califfato abbaside (e gli Umayyadi reggenti il Califfato di Cordova) degli usurpatori ed erano determinati a rovesciarli per prenderne il posto alla guida del mondo islamico. Le loro pretese erano non solo ecumeniche ma anche universalistiche: secondo la loro dottrina, l'imam fatimide altro non era che l'incarnazione dell'anima del mondo.
La storia della marina fatimide è strettamente connessa a quella dello stesso Califfato fatimide, e può essere grossomodo suddivisa in due periodi: il primo tra il 909 e il 969, in cui la dinastia assunse il controllo dell'Ifriqiya (odierna Tunisia) e combatté nel Maghreb e in Sicilia, e il secondo tra il 969 e 1171, iniziato con la conquista dell'Egitto a cui seguirono le conquiste di Palestina, di gran parte della Siria e del Hejaz. Quest'ultimo periodo può essere a sua volta suddiviso in due, con la fine della Prima Crociata nel 1099 come evento di separazione.

## Periodo Ifriqiyano (909–969)

### Contesto politico e strategico
I Fatimidi presero il potere in Ifriqiya. La loro attività missionaria nella zona, iniziata da Abu Abdallah al-Shi'i nell'893, portò rapidamente i suoi frutti, e nel 909 essi detronizzarono la regnante dinastia aghlabide, consentendo al capo fatimide di uscire allo scoperto e autoproclamarsi imam e califfo come al-Mahdi Billah (r. 909-934). Fin dalla sua proclamazione, al-Mahdi dichiarò il proposito di "conquistare il mondo dall'Oriente all'Occidente, conformemente alla promessa di Dio, ai peccaminosi ribelli". Fin dal principio l'Ifriqiya era vista come sede temporanea in vista della marcia verso est per detronizzare gli Abbasidi. Allo stesso tempo, il nascente stato fatimide era circondato da nemici, situazione che rendeva necessario il mantenimento di un esercito e di una flotta potente, quest'ultima fondamentale per mantenere il possesso della Sicilia ereditata dagli Aghlabidi. Nel corso del periodo Ifriqiyano, i Fatimidi fronteggiarono quale principale minaccia islamica i potenti Umayyadi di Córdoba in al-Andalus (Spagna islamica). Tuttavia, secondo lo storico Yaacov Lev, "l'inimicizia tra i Fatimidi e gli Umayyadi di Spagna assunse la forma di propaganda, sovversione e guerra per procura" non coinvolgendoli in un conflitto diretto, che si verificò una sola volta.
L'imperativo ideologico dei Fatimidi influenzò anche le relazioni con la principale potenza non islamica del Vicino Oriente, l'Impero bizantino: come scrive Yaacov Lev, "la politica fatimide verso Bisanzio oscillò tra tendenze opposte; una politica pragmatica di modus vivendi, e la necessità di apparire come promotori del jihād". Limitazioni intrinseche erano imposte dalle condizioni meteorologiche e dalla tecnologia navale disponibile all'epoca, per cui i primi conflitti tra i Fatimidi e Bisanzio nel Sud Italia furono influenzati dalla geografia: la Sicilia era vicina alla provincia metropolitana fatimide di Ifriqiya, mentre per i Bizantini il Sud Italia era un teatro di operazioni remoto, dove mantenevano una presenza navale minima. Ciò diede ai Fatimidi un vantaggio nell'intraprendere campagne navali prolungate, e lasciò in effetti a loro l'iniziativa.
Gli scontri navali con i Bizantini vengono più volte menzionati nei componimenti poetici del celebre poeta di corte fatimide Ibn Hani, che lodò a metà X secolo il successo dei Fatimidi nel contrastare la talassocrazia bizantina. Nonostante ciò, i Fatimidi erano maggiormente interessati a saccheggiare piuttosto che a conquistare, e le flotte coinvolte erano di dimensioni modeste, superando raramente le 10-20 navi. I Bizantini, d'altra parte, preferivano fronteggiare i Fatimidi mediante la diplomazia. In un'occasione si allearono con gli Umayyadi di al-Andalus, ma per lo più cercarono di evitare il conflitto negoziando tregue e versando tributi occasionalmente. Tale approccio permise ai Bizantini di concentrarsi su questioni molto più vicine alla capitale; ad esempio, quando l'Emirato di Creta fu invaso dai Bizantini nel 960–961, i Fatimidi si limitarono al supporto verbale agli emissari cretesi.

### Organizzazione
Nel corso dei primi secoli dell'Islam, le marine dei califfati e degli emirati autonomi erano strutturate in modo molto simile. Di norma una flotta (al-usṭūl) era posta sotto il comando di un 'capo della flotta' (rāʾis al-usṭūl) e di un numero di ufficiali (quwwād, al singolare qaʿīd'), ma il principale ufficiale professionale era il 'comandante dei marinai' (qaʿīd al-nawātiya), a cui erano affidate le armi e le manovre. Gli equipaggi comprendevano marinai (nawātiya, al singolare nūtī), rematori (qadhdhāf), operai (dhawu al-ṣināʿa wa'l-mihan), e fanti di marina per il combattimento a bordo e le operazioni di sbarco, nonché gli uomini a cui era stato affidato l'impiego di sostanze incendiarie (naffāṭūn, 'uomini nafta').
Nel corso del periodo Ifriqiyano, la principale base e arsenale della marina fatimide era la città portuale di Mahdiya. Fondata da al-Mahdi Billah nel 916, fece uso di un porto preesistente di epoca punica scavato nella roccia. Restaurato dai Fatimidi, offriva spazio per trenta navi ed era protetto da torri e da una catena che ne bloccava l'accesso. Si narra che l'arsenale limitrofo (dār al-ṣināʿa) potesse fornire riparo a duecento scafi.
A parte Mahdiya, sembrerebbe che anche Tripoli fosse una importante base navale, mentre in Sicilia la capitale Palermo era la base più importante. Storici posteriori come Ibn Khaldun e al-Maqrizi attribuiscono ad al-Mahdi e i suoi successori la costruzione di flotte imponenti di 600 o addirittura 900 navi, ma si tratta ovviamente di una esagerazione. Le uniche menzioni nelle fonti coeve, o di poco posteriori, a costruzioni di navi a Mahdiya sono relative alla scarsità di legna, che rallentava o addirittura arrestava i lavori di costruzione, con conseguente necessità di importare legname non solo dalla Sicilia ma da regioni remote come l'India.

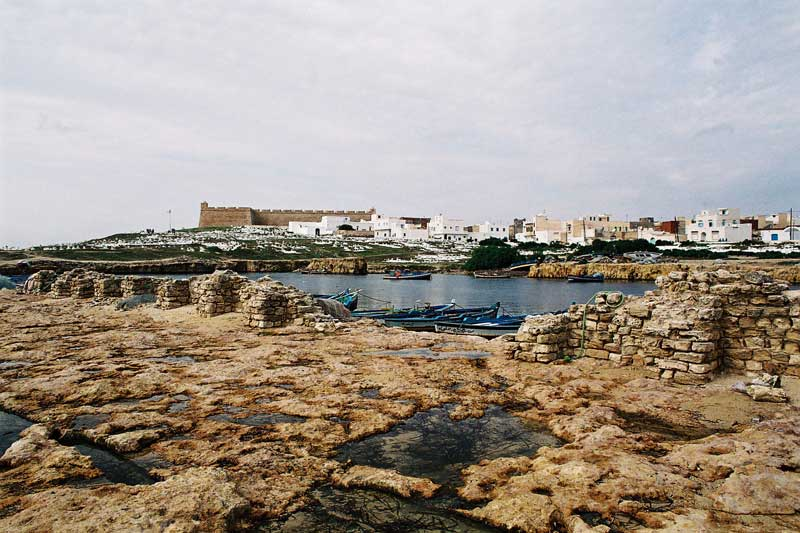
Resti del porto fatimide di Mahdiya

Il governatore di Mahdiya — dal 948/9 la carica fu detenuta dal ciambellano eunuco e capo amministrativo Jawdhar — sembrerebbe avere inoltre imposto la supervisione dell'arsenale e delle questioni navali più in generale. Un certo Husayn ibn Ya'qub è chiamato ṣāḥib al-baḥr ('signore del mare') e mutawallī al-baḥr ('supervisore del mare') nelle fonti, ma non è chiaro il suo esatto ruolo. Si trattava certamente di un subordinato di Jawdhar, ma, malgrado il suo titolo, non sembrerebbe mai essere stato al comando effettivo della flotta, e i suoi compiti erano probabilmente relativi soprattutto all'amministrazione o alla costruzione delle navi. Data l'importanza data ai Fatimidi alle operazioni navali contro i Bizantini nel Sud Italia, l'effettivo comando della flotta era apparentemente affidato al governatore della Sicilia.
La struttura della marina, per quanto concerne i gradi inferiori, è parimenti oscura. Sulla base della ripartizione dei prigionieri catturati al largo di Rosetta in 920, sembrerebbe che gli equipaggi venissero reclutati in Sicilia e nei porti di Tripoli e Barqa, mentre il grosso delle truppe combattenti era composto da Berberi Kutama — i principali sostenitori del regime fatimide — e Zuwayla, africani neri (Sudān) reclutati nell'esercito fatimide. Come commenta Yaacov Lev, ciò potrebbe spiegare almeno in parte le prestazioni di norma scadenti delle flotte fatimidi nei primi anni del regime: i Kutama erano leali ma inesperti nel combattimento navale, mentre gli equipaggi, reclutati tra le popolazioni marittime soltanto da poco tempo suddite dei Fatimidi, erano politicamente inaffidabili. Inoltre sembrerebbe che le prestazioni degli equipaggi navali risentissero del fatto che tale reclutamento fosse forzato e impopolare. Tendeva a risultare gravoso soprattutto per i ceti inferiori, per i quali, come riassume Lev, "la marina era detestata e il servizio navale veniva considerato una calamità".

### Operazioni navali

#### Prime azioni
Le esatte origini della prima flotta fatimide sono ignote, ma è probabile che si fosse semplicemente trattato delle navi aghlabidi requisite dai vittoriosi Fatimidi. La prima attestazione di una marina fatimide si ha nel 912/3, quando 15 vascelli vennero inviati contro Tripoli, che si era rivoltata alla dominazione fatimide, ma fu sconfitta dalle navi sotto il comando dei ribelli. Nell'anno successivo, il 913/4, il governatore di Sicilia, anche lui rivoltatosi alla dominazione fatimide, Ahmad ibn Ziyadat Allah ibn Qurhub, attaccò e diede alle fiamme le navi fatimidi ormeggiate a Lamta, ma fu ben presto sconfitto in una battaglia navale dalla residua flotta fatimide, evento che portò subito dopo alla sua caduta e al ristabilimento della dominazione fatimide sull'isola.

#### Tentativi di conquistare l'Egitto
La prima importante spedizione oltremare della marina fatimide si verificò durante il primo tentativo di invasione dell'Egitto sotto il comando di Abu'l-Qasim, il futuro califfo al-Qa'im bi-amr Allah (r. 934-946) nel 914–915. Ibn Khaldun, secondo lo storico del XIII secolo Ibn al-Abbar, riporta che l'intera invasione avvenne via mare, comprendendo 200 vascelli, ma secondo Yaacov Lev, ciò "non trova riscontro nelle altre fonti e la cifra sembra enormemente esagerata". D'altra parte, è certo che Abu'l-Qasim ricevette rinforzi via mare nel corso della campagna, sbarcati ad Alessandria. Il governatore locale Takin al-Khazari, tuttavia, sconfisse i Fatimidi a Giza, e l'arrivo del comandante abbaside Mu'nis al-Muzaffar nell'aprile 915 scacciò interamente i Fatimidi dalla regione. L'unico guadagno territoriale della spedizione fu Barqah, un'utile base per le operazioni future contro l'Egitto.
Anche se un accordo di pace in cambio di un tributo annuale era già stato concluso l'anno precedente, nel 918 i Fatimidi condussero la loro prima incursione in territorio bizantino, espugnando Rhegion in Calabria meridionale. Per gli anni successivi, tuttavia, si concentrarono sul fronte orientale e sulla loro lotta per soppiantare gli Abbasidi. Nel 919–921, Abu'l-Qasim condusse un'ulteriore invasione dell'Egitto, assistito da una flotta dai 60 ai 100 vascelli. Ancora una volta i Fatimidi si impadronirono di Alessandria e dell'Oasi del Fayyum, ma non riuscirono a espugnare Fustat per l'intervento di Mu'nis. La loro flotta non riuscì a entrare nel ramo di Rosetta del Nilo per via dell'intervento della flotta di Tarso sotto il comando di Thamal al-Dulafi, e il 12 marzo Thamal inflisse, nei pressi di Abukir, una devastante sconfitta alla flotta fatimide. Gran parte degli equipaggi fatimidi fu uccisa o catturata. Nella primavera del 921, Thamal e la sua flotta ripresero Alessandria, espugnata dai Fatimidi nel 919. Mu'nis procedette ad avanzare sul Fayyum, costringendo i Fatimidi alla ritirata attraverso il deserto.

#### Spedizioni in Sud Italia e la rivolta di Abu Yazid

Mappa del Sud Italia nel X secolo. Le province bizantine (themata) in giallo, i principati longobardi in altri colori.

Dopo il fallimento in Egitto, i Fatimidi rimasero attivi nel Mediterraneo occidentale. Nel 922/3 una spedizione di 20 navi sotto il comando di Mas'ud al-Fati prese la fortezza di S. Agata nei pressi di Rhegion, mentre nella primavera 925 un esercito imponente sotto il comando di Ja'far ibn Ubayd, che era stato traghettato in Sicilia l'anno precedente, saccheggiò Bruzzano nei pressi di Reggio, prima di salpare per saccheggiare Oria in Puglia. Furono fatti oltre 11 000 prigionieri, e il comandante locale bizantino e il vescovo si consegnarono come ostaggi in cambio del pagamento di un tributo. Il ciambellano tornò in trionfo a Mahdiya il 3 settembre 915. Nel 924 i Fatimidi entrarono in contatto con gli inviati dello zar bulgaro Simeone. Simeone, che stava prendendo in considerazione un possibile attacco alla stessa Costantinopoli, cercò assistenza militare fatimide. Informato delle negoziazioni dopo aver catturato una nave trasportante gli inviati bulgari e arabi di ritorno da Simeone, i Bizantini si affrettarono a rinnovare la pace del 917, compreso il pagamento del tributo.
Le operazioni militari contro i Bizantini ripresero nel 928. Nel maggio dello stesso anno, il governatore di Kairouan, Sabir al-Fata, condusse una flotta di 44 navi provenienti dalla Ifriqiya in Sicilia. I Fatimidi assalirono una località di nome al-Ghiran ('le caverne') in Apulia, e procedettero a saccheggiare le città di Taranto e Otranto. Un'epidemia li costrinse a tornare in Sicilia, ma successivamente Sabir condusse la flotta nel Mar Tirreno, costringendo Salerno e Napoli a riscattare sé stesse con denaro e broccati pregiati. Nel 929, con quattro navi, sconfisse lo stratēgos locale bizantino nell'Adriatico, benché quest'ultimo disponesse di sette navi sotto il suo comando, e saccheggiò Termoli. Fece ritorno a Mahdiya il 5 settembre 930, portando con sé 18 000 prigionieri. Anche se i Fatimidi avevano pianificato una nuova e più estesa offensiva navale contro i Bizantini in Italia, nel 931/932 fu conclusa una nuova tregua che fu rispettata per alcuni anni, malgrado l'intervento bizantino dalla parte della rivolta antifatimide in Sicilia nel 936/7. Nel 934–935 Ya'qub ibn Ishaq al-Tamimi condusse un'ulteriore incursione, si narra con 30 vascelli, nelle acque italiane. Genova fu saccheggiata, mentre Sardegna e Corsica subirono delle incursioni.
Nel 943–947 la dominazione fatimide fu minacciata dalla rivolta di Abu Yazid, che arrivò in alcuni momenti vicino alla detronizzazione della dinastia. L'assenza di una flotta ribelle implicava che la marina fatimide svolse un ruolo limitato, ma cruciale, nel trasportare provviste a Mahdiya quando era assediata dai ribelli. Approfittando dello stato di anarchia, i pirati si impadronirono della città di Susa, e si allearono con i ribelli. Il primo tentativo fatimide di recuperarla nel 945/6 coinvolse truppe trasportate da uno squadrone di sette navi, ma non riuscì nell'intento; un secondo tentativo immediatamente successivo, con una flotta di sei navi sotto il comando di Ya'qub al-Tamimi e coordinato con un assalto via terra, ebbe invece successo nel recuperare la città.
Nel frattempo, scoppiò in Sicilia un'ulteriore insurrezione contro la dominazione fatimide, in quanto il governatore locale fu ritenuto troppo remissivo nei confronti dei Bizantini, consentendo a questi ultimi di cessare il versamento del tributo concordato in cambio della tregua. Il governatore fatimide al-Hasan al-Kalbi soffocò la rivolta di Abu Yazid nella primavera del 947. Nel 949 i Bizantini e gli Umayyadi si allearono in funzione anti-fatimide, sferrando un attacco su due fronti: mentre i Bizantini radunarono le loro armate per attaccare la Sicilia, gli Umayyadi presero Tangeri nel 951. Considerevoli forze terrestri e navali furono concentrate in Sicilia nel 950, e nel maggio 951 i Fatimidi sbarcarono in Calabria e assaltarono senza successo alcune fortezze bizantine, ritirandosi dopo aver estorto dei tributi e all'avvicinarsi alla città dell'esercito bizantino. Anche se i Fatimidi catturarono il comandante navale bizantino locale e la sua insegna, la spedizione fece ritorno in Sicilia per svernarvi, mandando su tutte le furie il califfo al-Mansur bi-Nasr Allah (r. 946-953). Nell'anno successivo, in seguito a una vittoria fatimide nei pressi di Gerace, i Bizantini inviarono un'ulteriore ambasceria, e le ostilità cessarono di nuovo.

#### Conflitto con gli Umayyadi e conquista definitiva della Sicilia
Nel 955 le relazioni tra i Fatimidi e gli Umayyadi, da lungo tempo tese ed ostili, degenerarono in conflitto aperto allorquando una nave fatimide salpata dalla Sicilia e diretta a Mahdiya fu intercettata da una nave mercantile andalusa. Temendo che ciò avrebbe messo in allerta i corsari fatimidi, gli Andalusi non solo ne rimossero il timone, ma portarono con sé la cassetta contenente i dispacci. Per rappresaglia il nuovo califfo fatimide al-Mu'izz li-Din Allah (r. 953-975) ordinò a al-Hasan al-Kalbi di inseguirli, ma non fu in grado di raggiungere la nave prima che raggiungesse il porto di Almería. Senza esitare, al-Hasan portò il suo squadrone nel porto, lo saccheggiò, diede alle fiamme l'arsenale e le navi umayyadi ormeggiate, e fece ritorno in Ifriqiya. Gli Umayyadi reagirono inviando l'ammiraglio Ghalib al-Siqlabi con una flotta di 70 vascelli in Ifriqiya. La flotta umayyade saccheggiò il porto di al-Kharaz e i dintorni di Susa e Tabarqa.
Le fonti fatimidi riferiscono che gli Umayyadi tentarono di allearsi con Bisanzio ma, anche se un corpo di spedizione sotto il comando di Mariano Argiro fu inviato in Italia, si limitò alla repressione delle rivolte locali piuttosto che confrontarsi con i Fatimidi, e gli inviati bizantini offrirono il rinnovo ed estensione della tregua in vigore. Al-Mu'izz, tuttavia, determinato a portare allo scoperto la collaborazione tra gli Umayyadi e gli infedeli nonché a emulare le gesta del padre, rifiutò. Il Califfo inviò ulteriori rinforzi in Sicilia sotto il comando di al-Hasan al-Kalbi e del fratello Ammar ibn Ali al-Kalbi. L'ufficiale fatimide Qadi al-Nu'man riporta che inizialmente i Fatimidi riportarono dei successi, sconfiggendo pesantemente la flotta bizantina sullo Stretto di Messina e saccheggiando la Calabria, al che Mariano Argiro visitò la corte califfale e riuscì a ottenere il rinnovo della tregua. Nel 957, tuttavia, i Bizantini, sotto il comando dell'ammiraglio Basilio, saccheggiarono Termini nei pressi di Palermo, e al-Hasan patì pesanti perdite in una tempesta al largo di Mazara, che disperse la sua flotta e uccise gran parte degli equipaggi. I superstiti furono per giunta attaccati dai Bizantini, che distrussero 12 navi. Un ulteriore tentativo da parte di Argiro di rinnovare la tregua nell'autunno 957 fallì, ma dopo che la flotta fatimide subì ulteriori perdite in una tempesta, nella quale Ammar perì, nel 958 al-Mu'izz accettò le proposte bizantine di un rinnovo della tregua dalla durata quinquennale.
La tregua con l'Impero bizantino perdurò malgrado la spedizione imponente via mare lanciata da Bisanzio nel 960 per recuperare l'isola di Creta. Gli Arabi cretesi richiesero aiuti sia ai Fatimidi sia agli Ikhshididi di Egitto. Al-Mu'izz scrisse all'Imperatore bizantino, Romano II, minacciando ritorsioni se la spedizione non fosse stata annullata, e pressò il sovrano di Egitto, Abu al-Misk Kafur, affinché riunissero le loro marine a Barqa nel maggio 961 e intraprendere un'azione congiunta. Se Kafur avesse rifiutato, i Fatimidi dichiararono che avrebbero salpato da soli. Kafur, sospettoso delle intenzioni fatimidi, rifiutò di cooperare, e in effetti è molto probabile che la proposta di al-Mu'izz fosse fin dall'inizio un atto calcolato nel contesto della guerra di propaganda con i sunniti abbasidi, con al-Mu'izz che in questo modo si sarebbe presentato come il promotore del jihād contro gli infedeli. In tale occasione i Cretesi non ricevettero alcun aiuto dal resto del mondo islamico, e la loro capitale, Chandax, cadde dopo un assedio di dieci mesi nel marzo 961.
Mentre i Bizantini stavano concentrando i propri sforzi in oriente, entro il 958, il generale fatimide Jawhar al-Siqilli aveva completato la conquista del Nord Africa a nome di al-Mu'izz, raggiungendo le coste dell'Oceano Atlantico. I rivali dei Fatimidi, gli Idrisidi, vennero umiliati, mentre gli Umayyadi vennero ridotti a un solo avamposto, Ceuta. Tale successo consentì ai Fatimidi di concentrarsi esclusivamente sulla Sicilia, dove erano determinati a sottomettere le residue fortezze bizantine. L'offensiva fatimide cominciò con Taormina, che fu ripresa nel 962, dopo un lungo assedio. In risposta, nel 964 i Bizantini inviarono un nuovo corpo di spedizione con l'obiettivo di recuperare la Sicilia. Tuttavia il tentativo bizantino di soccorrere Rometta fu pesantemente sconfitto, e il governatore fatimide Ahmad ibn al-Hasan al-Kalbi annientò la flotta bizantina nella Battaglia dello Stretto a inizio 965, facendo uso di tuffatori equipaggiati di armi incendiarie riempite di fuoco greco. Rometta si arrese subito dopo, sancendo il completamento della conquista islamica della Sicilia dopo quasi un secolo e mezzo di combattimenti. Ciò indusse i Bizantini a richiedere ancora una volta una tregua nel 966/7. L'armistizio fu concesso, in quanto i Fatimidi stavano pianificando uno dei loro più grandi obiettivi: la conquista definitiva dell'Egitto. Già nel 965/6, al-Mu'izz aveva cominciato a fare scorta di provviste e iniziato i preparativi per una nuova invasione dell'Egitto. Nel 968/9 Ahmad al-Kalbi fu richiamato con la famiglia e proprietà, ricevendo il comando della flotta di spedizione egiziana. Ahmad arrivò con 30 navi a Tripoli, ma ben presto cadde malato e si spense.

## Periodo egiziano (969–1171)

### Antefatti: la marina dell'Egitto islamico
L'Egitto era stata la base di una significativa marina fin dai primi tempi della dominazione islamica, costituita prevalentemente dai nativi egiziani cristiani (Copti), in quanto gli stessi arabi provavano ben poco interesse nel mare. Una flotta egiziana è attestata fino almeno al 736 allorquando sferrò una infruttuosa incursione in territorio bizantino, ma in seguito al potenziamento della flotta bizantina successivo al fallimentare secondo assedio arabo di Costantinopoli, alla devastante sconfitta patita dalla flotta egiziana nella Battaglia di Keramaia del 746, e ai tumulti della rivoluzione abbaside, cominciò un periodo di declino. Un serio tentativo di ristabilire una marina credibile cominciò solo successivamente al sacco di Damietta del 853 da parte di una flotta bizantina, che spronò le autorità abbasidi a prendere provvedimenti. Lo storico del XV secolo al-Maqrizi afferma che la flotta egiziana conobbe una rinascita che la rese una marina efficiente, ma i giudizi degli studiosi moderni relativamente alla marina egiziana sotto i Tulunidi (868–905) sono più cauti, ed è opinione comune che l'Egitto tornò a vantare una marina potente solo quando i Fatimidi lo conquistarono.

### Contesto politico e strategico

#### Fino a metà XI secolo: Bisanzio e potenze regionali
Nel primo periodo egiziano del Califfato fatimide, la principale minaccia esterna continuò a essere rappresentata dall'Impero bizantino. La conquista fatimide dell'Egitto coincide con l'espansione bizantina nella Siria settentrionale: i Bizantini conquistarono Tarso e Cipro nel 965, ed Antiochia fu presa nel 969. Insieme alla caduta dell'emirato di Creta, questi eventi sancirono il completo ribaltamento dell'equilibrio marittimo in favore dei Bizantini, che in quel momento si stavano costantemente espandendo a spese dei Musulmani. I successi bizantini ebbero ripercussioni su tutto il mondo islamico: mentre volontari provenienti finanche dal Khurasan si misero in viaggio per combattere nella jihād, la popolazione diede segni di malcontento nei confronti dei loro sovrani, ritenuti troppo passivi, richiedendo una loro reazione.
Basando la propria legittimità sulla promozione della lotta contro gli infedeli, i Fatimidi sfruttarono a proprio favore tale fervore, ma il loro primo tentativo di scacciare i Bizantini da Antiochia fu respinto nel 971. A ciò fecero seguito una serie di incursioni dei Carmati, i quali, sotto il comando di al-Hasan al-A'sam, sottrassero ai Fatimidi il controllo della Siria meridionale e della Palestina e arrivarono a minacciare finanche l'Egitto; fu solo nel 978 che i Carmati vennero sconfitti e l’autorità fatimide fu solidamente ristabilita sulla parte meridionale del Levante. Gli scontri con i Bizantini proseguirono, con le campagne in Siria e Palestina dell'imperatore bizantino Giovanni I Zimisce (r. 969-976), e un conflitto, protrattosi tra il 992 e il 998, per il controllo dell'emirato hamdanide di Aleppo. A ciò fece seguito la conclusione di una tregua decennale nel 999/1000 che fu rinnovata più volte, dando luogo a un periodo di relazioni pacifiche e finanche amichevoli che durò per decenni, interrotta solo in occasione della guerra per il controllo di Laodicea scoppiata tra il 1055 e il 1058.
Nel contesto di questi conflitti con Bisanzio, l'elemento navale svolse un ruolo relativamente limitato, con spedizioni occasionali seguite da lunghi intervalli di inattività. Ciò fu il risultato sia del rafforzamento dell'esercito bizantino a metà del X secolo, sia delle nuove circostanze geografiche in cui la marina fatimide si era trovata a operare: a differenza dell'Ifriqiya e della Sicilia, l'Egitto era separato dai territori bizantini più prossimi da larghe distese di mare aperto. La principale preoccupazione navale dei Fatimidi era assicurarsi il controllo delle città costiere della Palestina e della Siria—Ascalona, Giaffa, Acri, Sidone, Tiro, Beirut e Tripoli— fondamentali per il controllo fatimide sulla regione, data l'insicurezza delle vie terrestri dovuta alle frequenti rivolte e alle depredazioni delle tribù di Beduini. Mentre le città costiere della Siria settentrionale erano in mani bizantine, i Fatimidi riuscirono complessivamente a preservare il controllo sulle restanti, respingendo gli attacchi bizantini nonché i tentativi dei signori della guerra siriaci di liberarsi dalla dominazione fatimide.
In seguito dell'instaurarsi di relazioni pacifiche con i Bizantini al volgere del XI secolo, la marina fatimide parrebbe essersi atrofizzata, con il suo posto che fu presumibilmente preso dai pirati di Barqa, con cui i Fatimidi mantennero buone relazioni fino ad intorno al 1051/2. Nel 1046 il viaggiatore persiano Naser-e Khosrow riportò nella sua Safarnama di aver visto i resti di sette navi colossali appartenenti alla marina di al-Mu'izz al Cairo.

#### Dalla fine dell'XI secolo alla caduta dello stato fatimide: l'era delle Crociate
Dal secondo terzo dell'XI secolo, la dinastia e lo stato fatimide cominciarono a declinare. Nel corso del lungo regno di al-Mustanṣir bi-llāh (r. 1036-1094), l'instabilità politica e le rivolte militari per poco non portarono alla detronizzazione della dinastia; solo l'instaurazione di un regime quasi dittatoriale sotto la guida del visir al-Badr al-Jamali salvò i Fatimidi, al costo del passaggio dei poteri dal califfo ai suoi visir.
Entro gli anni settanta dell'XI secolo, i problemi interni e l'arrivo dei Selgiuchidi nel Levante portò al collasso della dominazione fatimide sulla Siria. Solo le città costiere di Ascalona, Acri, Sidone, Tiro e Beirut rimasero in mano fatimide. Furono proprio questi possedimenti a garantire a Badr, incaricato di difenderli, una base di potere tale da permettergli di prendere il potere al Cairo. Poiché i tentativi di Badr di recuperare l'entroterra della Siria fallirono, i Fatimidi si trovavano separati dai loro antichi avversari, i Bizantini, dai domini dei Selgiuchidi. Questa situazione strategica sarebbe mutata ulteriormente con l'arrivo della Prima Crociata nel 1098.
A quell'epoca, i Fatimidi erano ancora in grado di schierare una marina di una certa grandezza, ben finanziata e ben organizzata. Come sostiene lo storico navale John H. Pryor, in un'epoca in cui persino le repubbliche marinare italiane costituivano le flotte su basi ad hoc, l'Egitto fatimide rimase uno dei soli tre stati mediterranei o del resto d'Europa—insieme a Bisanzio e al Regno normanno di Sicilia—a mantenere una marina permanente.
Mentre gli Stati crociati del Levante erano sprovvisti di una flotta e dipendevano dall'assistenza navale dei Bizantini o delle repubbliche marinare italiane, con cui le relazioni erano spesso tese, diversi fattori contribuirono a limitare l'efficacia delle azioni condotte dalla marina fatimide contro i Crociati. I Fatimidi si trovarono a dover confrontarsi non con una, ma con diverse potenze navali cristiane, da Bisanzio alle repubbliche marinare italiane nonché i regni dell'Europa Occidentale. Da solo l'Egitto non disponeva delle risorse materiali e degli effettivi sufficienti ad allestire una marina permanente sufficientemente grande da poter prevalere sui Crociati e i loro alleati, costringendo i Fatimidi a operare da una posizione di inferiorità numerica. Lo storico William Hamblin sostiene che anche se i Fatimidi avessero sconfitto una flotta in un certo anno, "si sarebbero trovati a dover fronteggiare una altrettanto potente flotta veneziana, nordica o bizantina l'anno successivo", mentre "una sconfitta navale per i Fatimidi rappresentava una importante perdita che avrebbe richiesto diversi anni e grandi spese per essere colmata". Yaacov Lev, inoltre, sottolinea che le tattiche navali sia dei Bizantini sia dei musulmani consigliavano cautela, e che, come riconosciuto dalla storiografia moderna, "flotte costituite da galee non potevano ottenere una supremazia navale e il controllo dei mari nel senso moderno". Il raggio operativo delle flotte fatimidi con sede in Egitto era anche limitato dalle quantità di viveri che riuscivano a portare a bordo—soprattutto acqua—e le rotte di navigazione nel Mediterraneo,  che fece sì che non furono mai in grado di contrattaccare operando nelle acque delle potenze navali cristiane o interdire con successo l'accesso alle rotte marittime dirette al Levante.
Inoltre, la strategia navale fatimide durante le Crociate si basava sul controllo delle città costiere del Levante, ma esse erano vulnerabili a un assalto dal loro entroterra, controllato dai Crociati. Non solo le risorse limitate che i Fatimidi disponevano in Palestina dovevano necessariamente essere divise tra queste città, con conseguenti effetti nefasti, ma il grosso della marina fatimide, avente sede in Egitto, si trovava in grosse difficoltà a reagire tempestivamente ed efficacemente a qualunque minaccia. Secondo Hamblin, passavano in media due mesi dall'inizio dell'assedio di una delle città costiere prima che i Fatimidi venissero informati, mobilitassero la propria marina ed esercito, e quest'ultimo arrivasse ad Ascalona pronto a intervenire. A quel punto, afferma Hamblin, "la maggior parte degli assedi erano terminati con successo o abbandonati". Ogni perdita di una città rafforzava i Crociati e indeboliva i Fatimidi. Un ulteriore fattore negativo era il fatto che i venti prevalenti nella regione provenivano da sud, contribuendo a ritardare significativamente l'arrivo in Palestina delle flotte egiziane, costrette a navigare controvento.
La marina fatimide continuò a sopravvivere fino alla sua distruzione nel proprio arsenale nel novembre 1168, allorquando il visir Shawar diede alle fiamme Fustat per impedire che cadesse nelle mani dei Crociati condotti da Amalrico I di Gerusalemme. Anche se non è da escludere che fossero sopravvissute alcune navi, parrebbe che l'Egitto fosse rimasto sprovvisto di una flotta nell'immediato, in quanto Saladino fu costretto a ricostituirla da zero intorno al 1176/7.

### Organizzazione
Già prima della conquista fatimide, il principale arsenale nonché base navale dell'Egitto era situato nella capitale Fustat, più precisamente sull'isola di Jazira, tra Fustat e Giza. I geografi medievali riportano la presenza di molte navi a Fustat, ma la città non disponeva di un vero e proprio porto e venivano usate, piuttosto, le rive del Nilo, lunghe 6 km, come luogo di ormeggio. Dopo la fondazione del Cairo, fu costruito un nuovo arsenale nel porto di al-Maqs, a ovest del Cairo, da al-Aziz, ma il vecchio arsenale di Jazira continuò a essere usato, soprattutto per scopi cerimoniali, fino al trasferimento del principale arsenale a Fustat a partire dal 1120 circa. Il fatto che il sito della base della flotta principale si trovasse nell'entroterra lo proteggeva da attacchi provenienti dal mare, mentre la rete di canali del Delta del Nilo consentiva alla flotta facile accesso al Mediterraneo e agli importanti porti di Alessandria e Damietta, anch'essi menzionati come siti di arsenali. Anche sulle coste siriane e palestinesi le città portuali erano importanti centri marittimi, ma non sono disponibili informazioni sull'estensione della presenza navale fatimide nella zona. Secondo lo scrittore del XV secolo Ahmad al-Qalqashandi, i Fatimidi mantenevano anche dalle tre alle cinque navi nel Mar Rosso al fine di proteggere i traffici commerciali e l'afflusso di pellegrini, con basi Suez e 'Aydhab. Ciò non parrebbe trovare conferma nelle fonti coeve e, come Yaacov Lev sostiene, "considerando la lunghezza del Mar Rosso e la limitata autonomia delle galee, la presenza di tale piccolo squadrone aveva poco significato pratico". Parrebbe che i Fatimidi non mantenessero una flotta permanente nel Mar Rosso, ma che piuttosto vi impiegassero delle navi da guerra su basi ad hoc.
Al-Qalqashandi attesta, inoltre, che la flotta fatimide all'epoca delle Crociati consisteva di 75 galee e 10 grandi navi da trasporto, mentre diverse stime moderne hanno valutato le dimensioni della marina fatimide in 75–100 galee e 20 navi da trasporto di tipo hammalat e musattahat. Secondo William Hamblin, tuttavia, queste cifre rappresentano delle dimensioni prettamente teoriche, mentre in realtà la flotta fatimide consisteva di meno navi a causa delle perdite patite in battaglia o per via delle tempeste, o per le difficoltà di reclutamento e di mantenimento. D'altra parte, i Fatimidi avevano agevole accesso a un grande numero di vascelli mercantili che potevano essere requisiti e usati come navi da trasporto. Di conseguenza, anche se flotte fatimidi di oltre 70 navi sono attestate nelle fonti nel corso del XII secolo, solo un terzo di esse erano navi da guerra, mentre le restanti erano da trasporto. Hamblin stima che della dimensione nominale di 75 navi da guerra, dalle 15 alle 25 erano probabilmente stazionate nelle città portuali palestinesi, mentre dalle 45 alle 55 navi di guerra avevano base in Egitto, anche se l'esatta distribuzione poteva variare a seconda delle circostanze. D'altra parte, nel corso dei conflitti con i Bizantini verso la fine del X secolo, le fonti non riportano alcuna presenza permanente di navi fatimidi nei porti levantini, suggerendo che operasse esclusivamente dall'Egitto.
Anche se non molti dettagli sono noti, la marina egiziana in epoca fatimide parrebbe essere stata ben organizzata. Il responsabile supremo della marina era il ʾamīr al-baḥr ('comandante dei mari'), una carica piuttosto elevata nella gerarchia, mentre l'amministrazione veniva affidata a un dipartimento speciale (dīwān), chiamato caratteristicamente dīwān al-jihād. La marina veniva finanziata con le entrate di apposite proprietà fondiarie. Il totale di effettivi raggiungeva la cifra di circa 5000 uomini, ripartiti secondo un sistema di gradi navali analogo a quello dell'esercito, con paghe di due, cinque, dieci, quindici o venti dinari d'oro al mese a seconda del grado ricoperto. Inoltre, la flotta fatimide disponeva di una forza permanente di fanteria di marina addestrata per il combattimento a bordo. La flotta parrebbe essere stata ben addestrata, a giudicare dai resoconti delle elaborate esercitazioni della marina in cui venivano eseguite manovre e combattimenti simulati alla presenza del califfo. Inoltre sono sopravvissute testimonianze dello studio teorico delle tattiche navali, nonché frammenti di manuali navali, analoghi alle meglio note controparti bizantine. D'altra parte, se le cifre riportate da al-Qalqashandi sono prossime alla realtà e considerate le necessità di personale di una galea, la cifra di 5000 uomini è troppo bassa in rapporto alle flotte più grandi attestate dalle fonti che avrebbero richiesto di un equipaggio di gran lunga maggiore. Ciò implica che in tempi di mobilitazione, aveva luogo il reclutamento coercitivo a larga scala di marinai civili—come testimoniano alcune fonti—fenomeno che probabilmente diminuiva in qualche modo la coesione e l'efficienza della marina. Inoltre, la forza navale fatimide fu intralciata dalle limitazioni dello stesso Egitto: una esigua costa con una relativamente piccola popolazione marinara, carente di legname adeguato per la costruzione di navi a causa della progressiva deforestazione del territorio, che si era essenzialmente completata entro il XIII secolo. Ciò li costringeva a ricorrere alle foreste del Levante, soprattutto quelle nei pressi del Monte Libano, ma l'accesso alla zona andò perduto con l'inizio delle Crociate.

### Operazioni navali

#### Conquista dell'Egitto e prime incursioni nel Levante
La conquista fatimide dell'Egitto fu rapida: entro il giugno 969, l'esercito fatimide sotto il comando di Jawhar al-Siqilli era già arrivato alle porte di Fustat, e dopo il fallimento dell'ultimo estremo tentativo da parte delle truppe Ikhshididi di arrestare l'avanzata degli invasori Fatimidi, la città capitolò insieme all'intero Egitto. Non vi è alcuna menzione della marina nei resoconti della conquista. Nella primavera del 970, i Fatimidi, sotto il comando di Ja'far ibn Fallah, invasero anche la Palestina, sconfiggendo ciò che restava delle truppe Ikhshididi sotto il comando di al-Hasan ibn Ubayd Allah ibn Tughj.
La prima menzione di attività navale fatimide nel Mediterraneo orientale dopo la conquista dell'Egitto si ha nella seconda metà del 971, quando uno squadrone di 15 navi tentò di soccorrere un esercito fatimide assediato a Giaffa. Il tentativo fallì, in quanto tredici delle navi furono affondate da quella che le fonti identificano con la marina carmata, mentre le restanti furono catturate dai Bizantini. Subito dopo, nel giugno/luglio 972, trenta navi Fatimidi giunsero dall'Ifriqiya e devastarono le coste della Siria. All'incirca allo stesso tempo, la flotta fatimide scortò al-Mu'izz in Egitto. A metà settembre del 973, mentre la flotta fatimide riceveva una ispezione da parte di al-Mu'izz al Cairo, una flotta carmata attaccò Tinnis, ma perse sette navi e 500 uomini; i prigionieri e le teste di quelli uccisi furono portate in parata al Cairo.

#### Conflitto con i Bizantini nel Levante
Le informazioni relative alle attività della marina fatimide nei decenni immediatamente successivi sono scarne, ma in linea di massima la marina parrebbe essere rimasta inattiva, se si eccettuano alcune brevi campagne durante i conflitti con i Bizantini in Siria. Uno di questi fu combattuto tra il 992 e il 995 per il controllo dell'emirato hamdanide di Aleppo. In quell'occasione la flotta fatimide, oltre a trasportare rifornimenti alle truppe del comandante fatimide Manjutakin, fu mobilitata per opporsi a una flotta bizantina che era apparsa nelle vicinanze di Alessandria nel maggio/giugno 993: nella battaglia risultante i Fatimidi catturarono 70 prigionieri, mentre nell'anno successivo i Fatimidi lanciarono una incursione navale che tornò a giugno/luglio con 100 prigionieri.
In seguito alla sconfitta di Manjutakin alle porte di Aleppo nel 995, il Califfo al-'Aziz bi-llah (r. 975-996) ordinò un riarmo a grande scala, che comprendeva la costruzione di una nuova flotta. Sedici nuove navi furono costruite nell'arsenale, aggiungendosi alle diciotto commissionate due anni prima. Ma proprio nel momento in cui i banditori cittadini stavano comunicando agli equipaggi l'ordine di imbarcarsi, il 15 maggio 996 scoppiò un incendio che distrusse la flotta e le scorte navali raccolte risparmiando solo sei scafi vuoti. Emersero sospetti di un possibile sabotaggio: i principali indiziati erano i prigionieri di guerra bizantini impiegati nell'arsenale e la colonia in città dei commercianti di Amalfi. Seguì un pogrom contro la comunità cristiana cittadina, nel quale persero la vita 170 persone. Sotto la conduzione del visir Isa ibn Nestorius, i lavori ripresero, con il legname ottenuto asportandolo dagli edifici della città, non risparmiando nemmeno le colossali porte della zecca. Malgrado i piani prevedessero la costruzione di venti vascelli, tuttavia, parrebbe che solo sei fossero stati completati, di cui due di dimensioni estremamente grandi.
Una incursione navale poco tempo dopo, nell'estate 996, tornò con 220 prigionieri, ma una flotta di 24 inviata in assistenza delle truppe di Manjutakin, che stavano assediando Antartus, si schiantò su degli scogli al largo a causa delle condizioni meteorologiche avverse. Il doux di Antiochia e la guarnigione cittadina riuscirono a recuperarle con ben poco sforzo. Malgrado tale disastro, nel 997/8 la flotta fatimide fu in grado di dare il suo contributo nel soffocamento della rivolta di Tiro, nonché a sventare i tentativi bizantini di soccorrere gli assediati ribelli. Dopo la conclusione di un trattato di pace nel 1001, seguì un lungo periodo di relazioni pacifiche, fino alla distruzione della Basilica del Santo Sepolcro. A essa seguì un periodo di combattimenti intermittenti fino al 1038, allorquando fu conclusa una nuova pace. Nel corso di questo periodo, l'unica menzione all'attività navale fatimide si ha nel 1024, allorquando la marina trasportò rinforzi alle città costiere della Siria. Nel 1056, nel corso di un ulteriore breve conflitto, l'imperatrice Teodora Porfirogenita inviò una flotta di 80 navi a minacciare le coste della Siria, ma la sua morte poco tempo dopo portò al ritorno della pace.

#### Difesa delle città costiere del Levante dagli attacchi dei Crociati

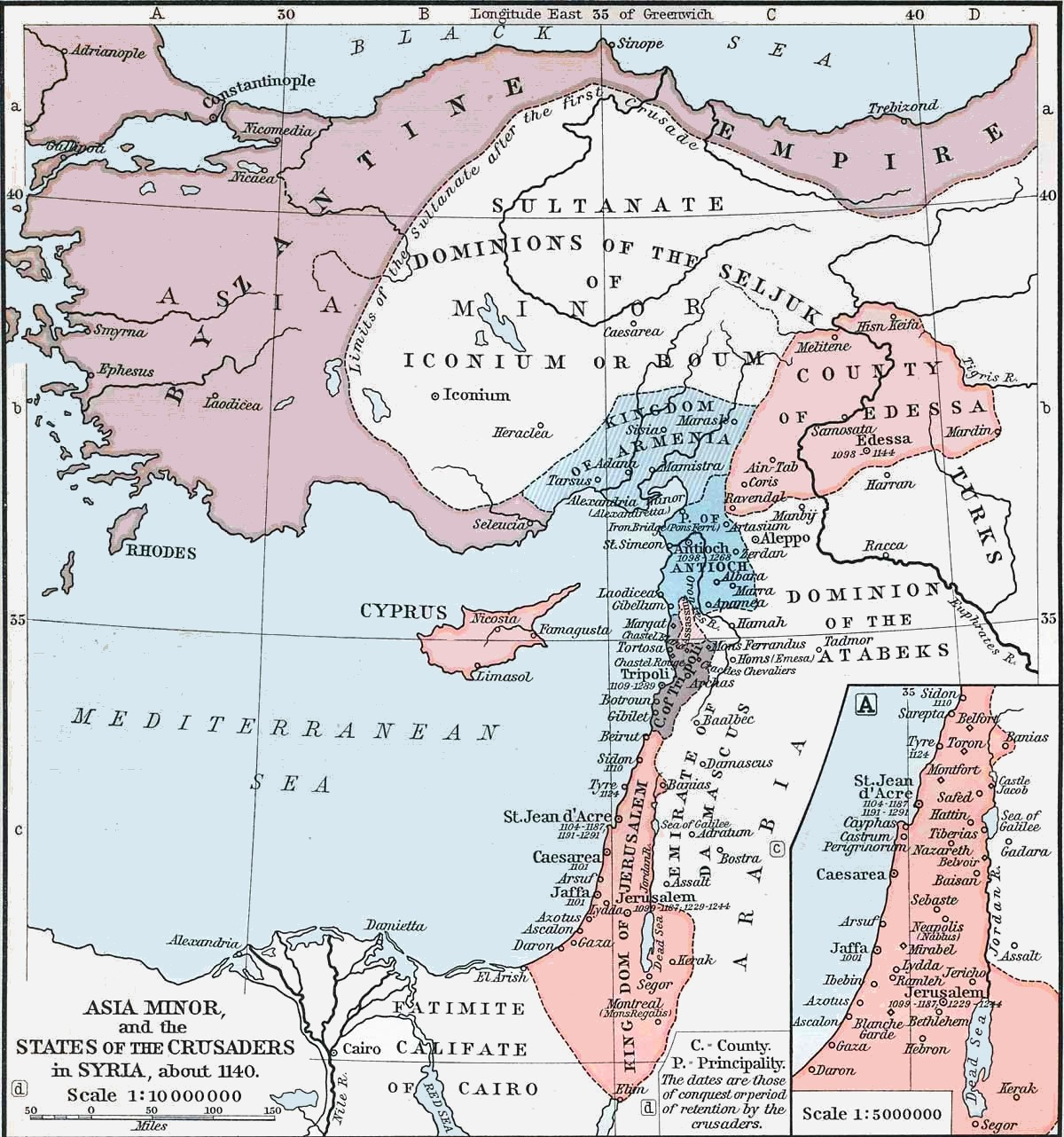
Mappa politica del Levante intorno al 1140

Nel corso dell'assedio di Gerusalemme durante la Prima Crociata, la flotta fatimide intervenne in appoggio dell'esercito terrestre, bloccando il piccolo squadrone genovese a Giaffa. Appoggiò l'esercito terrestre anche in occasione della Battaglia di Ascalona.
Nonostante la sconfitta patita ad Ascalona, il visir fatimide, al-Afdal, continuò a opporsi con determinazione ai Crociati. Ogni anno fino al 1105 lanciava campagne in Palestina, e nel frattempo attuò delle riforme atte a rafforzare la potenza militare egiziana. Tali riforme, tuttavia, non diedero gli effetti sperati. Nel settembre 1101 la flotta fatimide prese parte all'assedio di Giaffa. Nell'anno successivo, i Crociali ricevettero consistenti rinforzi via mare, dai 40 ai 200 vascelli secondo le fonti; molti di essi andarono perduti per via delle tempeste e delle attività dei corsari fatimidi.
Nel 1102, al-Afdal inviò una spedizione per terra e per mare sotto il comando del figlio, Sharaf al-Ma'ali, a invadere la Palestina. I Fatimidi conseguirono un successo importante nella Battaglia di Ramla sul re Baldovino I di Gerusalemme, ma le loro esitazioni e i successivi errori li privarono di una occasione unica di ottenere importanti acquisizioni territoriali. Sharaf al-Ma'ali respinse un attacco della flotta crociata ad Ascalona, ma tornò in Egitto senza aver combinato altro. Nella primavera 1103, dodici navi provenienti da Tiro e Sidone riuscirono a sfondare l'assedio crociato di Acri, mentre in estate una flotta proveniente dall'Egitto bloccò Giaffa. Ancora una volta, tuttavia, la cooperazione tra la flotta e l'esercito venne meno; dopo aver atteso invano per venti giorni al largo di Giaffa, e dopo continui solleciti di aiuto ad Ascalona rimasti senza risposta, l'ammiraglio fatimide Ibn Qadus ordinò la ritirata.
Nell'anno successivo, tuttavia, quando una imponente flotta genovese arrivò per rafforzare l'assedio di Acri, i Fatimidi non fecero ulteriori tentativi di sfondare il blocco, portando alla capitolazione della città. I Fatimidi lanciarono ancora una volta un attacco a Giaffa nel 1105, ma la flotta si mosse verso Tiro e Sidone in seguito alla sconfitta dell'esercito terrestre, e fu colta da una tempesta che trascinò 25 navi verso la costa e ne affondò altre. Nel 1106 e di nuovo nel 1108, i Crociati assaltarono Sidone. Nel corso del secondo tentativo, la flotta fatimide riuscì a sconfiggere le navi da guerra italiane intervenute in sostegno dei Crociati. Insieme all'arrivo di truppe da Damasco, la vittoria fatimide contribuì al fallimento dell'assedio.
Quando i Crociati sferrarono il loro assalto finale a Tripoli nel 1109, tuttavia, la flotta fatimide fu rallentata dai venti contrari e da timori probabilmente dovuti alla presenza di una potente flotta genovese, arrivando solo quando la città era caduta da otto giorni. Le scorte furono distribuite alle altre città costiere ancora in mano fatimide, e la flotta fece ritorno in Egitto nella stessa estate. Nel 1110 i Crociati assaltarono Beirut. Diciannove navi fatimidi riuscirono a raggiungere Beirut, sconfiggendo e catturando alcuni dei vascelli cristiani che la bloccavano, ma l'arrivo di una flotta genovese le intrappolò all'interno del porto, costringendo i loro equipaggi a combattere a fianco degli abitanti sui bastioni fino alla caduta della città. Nello stesso autunno i Crociati assediarono Sidone con l'assistenza di una appena arrivata flotta norvegese di 55–60 navi. La presenza di tale flotta potente, le perdite patite a Beirut, nonché la stagione inoltrata e i rischi di navigare in inverno, costrinse la marina fatimide, nonostante fosse ormeggiata nella limitrofa Tiro, a rinunciare a ogni tentativo di soccorrere la città assediata, che cadde il 4 dicembre. Ad aggravare la situazione per i Fatimidi, per l'impossibilità di fornire una scorta navale, molte navi mercantili musulmane furono catturate da navi da guerra cristiane al largo della costa egiziana a Tanis e Damietta in quella stessa estate.
La flotta fatimide intervenne di nuovo nel 1112, allorquando trasportò provviste e grano destinati alla guanigione e alla popolazione di Tiro, la quale, benché fosse un possedimento fatimide, era in realtà sotto il controllo del sovrano turco di Damasco. Arrivata a metà luglio, la flotta tornò in Egitto a settembre. Nel 1115, mentre re Baldovino I di Gerusalemme era intento in una campagna militare in Siria settentrionale, i Fatimidi ancora una volta tentarono invano di prendere Giaffa, mobilitando circa 70 vascelli. La marina fu mobilitata nel 1118 in assistenza dell'esercito terrestre, ma quest'ultimo rimase inattivo. Anche se la flotta salpò per Tiro e Ascalona, nessuno scontro navale è attestato dalle fonti. Nel 1122 i Fatimidi ripresero possesso di Tiro, dove il governo tirannico del governatore turco aveva suscitato il malcontento della popolazione: una flotta fatimide arrivò in città e portò prigioniero il governatore in Egitto, rimpinguando al contempo le scorte di grano della città. Tale azione, coronata dal successo, comportò la rottura delle relazioni con Damasco.
All'inizio del 1123, i Fatimidi sferrarono un ulteriore assalto su Giaffa, una operazione che secondo Yaacov Lev costituisce un esempio da manuale dell'inefficienza dell'esercito fatimide dell'epoca. Si trattava di un esercito consistente e ben equipagiato, accompagnato da una flotta di 80 vascelli trasportante macchine da assedio e truppe. Allo stesso tempo, un altro squadrone era intento in incursioni contro navi cristiane. Giaffa fu assediata per cinque giorni, al termine dei quali l'assedio dovette essere tolto per l'arrivo dell'esercito crociato. L'esercito terrestre fatimide fu poi sconfitto nella Battaglia di Yibneh costringendo la flotta fatimide a salpare verso Ascalona. All'incirca allo stesso tempo, verso la fine di maggio, una imponente flotta veneziana di 200 vascelli giunse nella Terra Santa e si lanciò all'inseguimento della flotta fatimide. Colti alla sprovvista in acque poco profonde il 30 maggio 1123, i Fatimidi patirono pesanti perdite, con molte navi cadute in mano nemica. I cronisti musulmani non fanno menzione di tale battaglia, concentrandosi piuttosto sul respingimento di un attacco bizantino-veneziano ad Alessandria e sul ritorno di una flotta da una incursione nel corso della quale aveva catturato tre vascelli. Dopo la vittoria, i Veneziani assistettero i Crociati nell'assedio di Tiro, che cadde dopo cinque mesi nel luglio 1124. I Fatimidi non riuscirono a inviare alcun aiuto alla città assediata. Nel 1125, una flotta imponente di 22–24 navi da guerra e 53 ulteriori vascelli fu inviata a devastare le coste del Levante e Cipro. Non solo non riuscì a colpire alcun obiettivo significativo, ma perse anche parte dei propri equipaggi quando sbarcarono alla ricerca di acqua.

#### Il canto del cigno della marina fatimide: gli anni cinquanta e sessanta del XII secolo
Dopo queste disfatte i Fatimidi si astennero da qualunque azione contro il crociato Regno di Gerusalemme, e nulla si sa sulla marina fatimide fino al 1151/2. In quell'anno, come rappresaglia per il sacco crociato di Farama, il visir Ibn al-Sallar equipaggiò una flotta—si narra al costo di 300 000 dinar—affinché attaccasse le navi cristiane da Giaffa a Tripoli. L'incursione fu evidentemente vittoriosa, con diverse navi bizantine e crociate catturate. Nel 1153 i Crociati assediarono Ascalona. La marina fatimide fu mobilitata per trasportare scorte e rinforzi alla città assediata, ma non fu in grado di impedirne la caduta il 22 agosto. Malgrado la perdita di tale base importante, la marina fatimide rimase in attività al largo della costa del Levante negli anni successivi: il porto di Tiro fu devastato con successo nel 1155/6, mentre nell'anno successivo la flotta egiziana apparve davanti ad Acri e Beirut. Ulteriori spedizioni di saccheggio furono organizzate nel 1157, allorquando la flotta tornò in Egitto con 700 prigionieri, e nel 1158, quando uno squadrone di cinque galee attaccò navi cristiane e lo squadrone di Alessandria analogamente sferrò incursioni.
Quando i Crociati sotto il comando di re Amalrico di Gerusalemme presero Bilbays, una flotta di 20 galee e 10 harraqat (navi equipaggiate con il fuoco greco) è attestata operare sul Nilo. Quando il visir Shawar incendiò Fustat nel novembre 1168, l'arsenale e gran parte della flotta superstite furono distrutte con essa, anche se alcune navi e installazioni navali potrebbero essere sopravvissute ad Alessandria e Damietta, costituendo le basi per la rinascita della flotta egiziana sotto il governo di Saladino.

## Strategia navale, logistica e tattiche

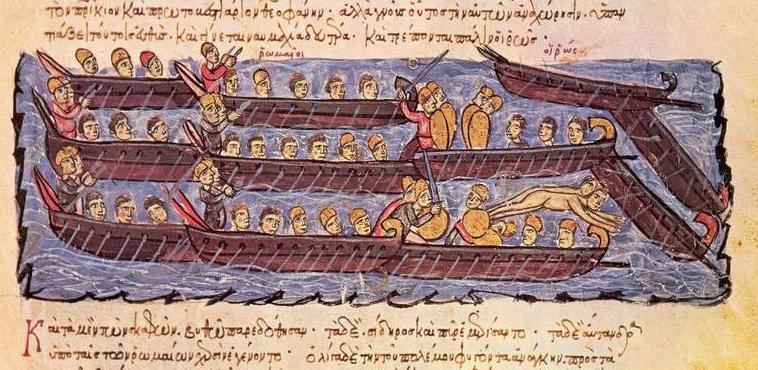
Raffigurazione di una battaglia navale del X secolo tratta dallo Scilitze di Madrid

Le operazioni navali antiche e medievali dovevano fronteggiare gravi limitazioni, rispetto alle marine moderne. Le flotte costituite da galee erano affette da notevoli limitazioni tecnologiche. Le galee, quando si trovavano in acque burrascose, potevano essere sommerse dalle onde, con effetti potenzialmente catastrofici in mare aperto; la storia è ricca di esempi di flotte costituite da galee affondate dal maltempo (vedasi ad esempio le perdite patite dai Romani nel corso della Prima guerra punica). Per tali motivi la stagione di navigazione andava di norma da metà primavera a settembre, periodo in cui le burrasche erano meno probabili. La velocità di crociera sostenibile di una galea, anche usando le vele, era limitata, come lo era la quantità di scorte trasportabili a bordo. L'acqua in particolare era di importanza critica. Stimando i livelli di consumo a 8 litri al giorno per ciascun rematore, la sua disponibilità era un decisivo fattore operativo nelle coste, carenti di acqua e riscaldate dal sole, del Mediterraneo Orientale. Si stima che le galee più piccole potessero trasportare un quantitativo di acqua bastante per circa quattro giorni. Ciò di fatto obbligava le flotte costituite da galee a navigare lungo le coste, nonché a effettuare frequenti sbarchi per rimpinguare le scorte e far riposare i loro equipaggi. La carenza di legna costrinse i Fatimidi a riporre le scorte di acqua in anfore piuttosto che in barili, ponendoli in svantaggio: a causa della loro forma, le anfore occupavano più spazio, erano più fragili e dovevano essere conservate in posizione verticale e ricoperte da adeguato pagliolo; inoltre erano molto più difficili da maneggiare e riempire. Come ha dimostrato John H. Pryor, è per queste ragioni che le flotte basate in Egitto non furono in grado di intercettare le imbarcazioni crociate tra Cipro e la Palestina.
I conflitti navali medievali nel Mediterraneo, di conseguenza, erano essenzialmente di natura costiera ed anfibia, intrapresi per impadronirsi di territorio costiero o isole, e non per esercitare il "controllo dei mari" nell'accezione odierna. Inoltre, in seguito all'abbandono del rostro, l'unica arma davvero micidiale per le flotte nemiche prima dell'avvento della polvere da sparo e degli esplosivi, i conflitti navali divennero, secondo John H. Pryor, "più imprevedibili. Nessuna potenza poteva più sperare di avere un tale vantaggio in termini di armi o di capacità degli equipaggi da poter aspettarsi un successo". Non deve sorprendere, quindi, che i manuali bizantini e arabi raccomandano tattiche prudenti, dando la priorità alla preservazione della propria flotta, nonché all'acquisizione di informazioni accurate sulle mosse nemiche, spesso ottenute attraverso l'uso di spie spacciate per mercanti. Veniva posta particolare enfasi sulla tattica di attaccare il nemico cogliendolo di sorpresa e veniva raccomandato di evitare di essere colti alla sprovvista dal nemico. Raccomandavano altresì di dar battaglia al nemico solo nei casi di schiacciante superiorità numerica o nella disposizione tattica. Particolare enfasi veniva data all'importanza del mantenimento di una formazione ben disposta. Una volta che le flotte fossero sufficientemente vicine, cominciava il lancio di armi a gittata lunga, come proiettili combustibili, frecce e giavellotti. Lo scopo non era quello di affondare le navi,  ma di decimare gli equipaggi nemici prima delle azioni di abbordaggio che avrebbero determinato l'esito della battaglia.

## Navi e armamento
La costruzione delle prime navi islamiche è tuttora avvolta nel mistero, dal momento che non è sopravvissuta nessuna rappresentazione pittorica antecedente al XIV secolo. Dal momento che nel primo periodo i Musulmani facevano affidamento sulle abilità marinare e sulle tecniche di costruzione delle navi dei popoli sottomessi, tuttavia, si ritiene generalmente che le proprie navi fossero simili alle loro controparti bizantine. Da ciò segue che il dromōn bizantino era presumibilmente alla base dell'arabo adrumūnun, e che il chelandion fosse la controparte dell'araba shalandī. Parrebbe che l'unica differenza consistesse nel fatto che le navi da guerra musulmane fossero, secondo alcuni manuali bizantini, in genere più larghe e lente di quelle del bizantine, caratteristiche probabilmente dovute a differenze nella costruzione o ai tipi differenti di legname usato. Analogamente alla marina bizantina, tuttavia, i termini adrumūnun e shalandī venivano spesso usati in modo intercambiabile, insieme ai termini generici shīnī ('galea') e markab ḥarbi o asātīl ('nave da guerra'). Interpretazioni alternative considerano lo shīnī—termine di epoca relativamente più tarda e particolarmente associato alle coste del Levante e del Nord Africa—un tipo diverso, e più largo, di vascello rispetto al comune shalandī. L'ufficiale e scrittore di epoca ayyubide Ibn Mammati attesta che disponeva di 140 remi, nonché di un solo albero con due o tre vele latine. A differenza delle navi da guerra dell'Antichità, le navi medievali arabe e bizantine non disponevano di rostri, e i principali mezzi di combattimento navale erano le azioni di abbordaggio e il lancio di armi a lunga gittata, oltre all'uso di materiali infiammabili come il fuoco greco.
I vascelli da trasporto dall'epoca di Saladino sono variamente chiamati dalle fonti: sufun, un tipo di vascello che trasportava macchine d'assedio e altri carichi grossi; hammala, probabilmente più piccoli dei sufun, che trasportavano uomini e scorte, compreso il grano; e il poco noto musattah ('nave piatta'), di cui si narra che in una occasione avesse avuto 500 persone a bordo.